# Стефан Вук (бан Боснії)
Стефан Вук Котроманич (босн. Stjepan Vuk Kotromanić; *бл. 1345 — †після 1378) — бан Боснії у 1366—1367 роках.

## Життєпис
Походив з династії Котроманичів. Син Владислава Котроманича, бана Боснії, та Олени Шубич. Про молоді роки замало відомостей. 1354 року супроводжував матір до Угорщини. У 1357 році угорський король Лайош I видав указ, за яким визнавав Стефана Вука і його брата Твртка співволодарем, при умові що один з них повинен був перебувати при королівському дворі. Проте баном став брат Вука — Твртко I.
У лютому 1366 році боснійська шляхта, що були незадоволена посиленням його старшого брата Твртка, підняла проти нього повстання і проголосила баном Боснії Стефана Вука. Твртко втік до Угорщини, привів звідти військо і вже в березні відвоював собі частину земель, після чого Стефана зрадив впливовий шляхтич Санко Мілтенович. До кінця 1367 року Стефан вук втрати усю Боснію.
Він втік до Дубровницької республіки. Незважаючи на зусилля матері помирити синів, Твртко I почав наступ на Дубровник. Стефан вук мусив залишити місто. Він перебрався до Італії, зрештою оселився у Римі.
У 1370 році звернувся по допомогу до папи римського Урбана V. Він звинуватив брата в прихильності до богомільства і підтримки боснійської церкви. Папа римський доручив Лайошу I, королю Угорщини, надати Стефану Вуку військо для повернення влади. На чолі угорського війська Стефан не зміг здобути столицю — Бобовац — і був змушений відмовитися від претензій на банат.
У 1374 році замирився з братом Твртко I з нагоди шлюбу останнього з болгарською царівною. Обійняв посаду бана, але реальної влади не мав. Стефан Вук востаннє згадується в папській буллі від 31 жовтня 1374 року. Про його подальшу долю нічого не відомо. Вважається, що помер після 1378 року.